# Драгіца Понорац
Пані Драгіца Понорац (Dragica Ponorac) — чорногорська дипломатка. Надзвичайний і Повноважний Посол Чорногорії в Україні (з 2020).

## Життєпис
Закінчила факультет політичних наук в Загребському університеті та філологічний факультет в Задарі.
Працювала журналістом, де вона виступала захисником свободи слова, перш ніж була призначена радником міністра у Посольстві Сербії та Чорногорії у Франції.
У 2010 році вона приєдналася до департаменту двосторонніх відносин Міністерства закордонних справ та європейської інтеграції на посаді директора відділу Північної, Центральної та Південної Америки, Азії, Африки, Австралії, Тихого океану та Близького Сходу.
У 2014 році — призначена Надзвичайним і Повноважним Послом Чорногорії у Франції, Париж. 8 липня 2015 року вручила вірчі грамоти Президенту Франції Франсуа Олланду. З вересня 2015 року — Постійний представник Чорногорії при ЮНЕСКО. З 12 лютого 2016 року — Надзвичайний і Повноважний Посол Чорногорії в Монако за сумісництвом. Вручила вірчі грамоти князю Монако Альберу II.
З 18 червня 2020 року — Надзвичайний і Повноважний Посол Чорногорії в Україні, Київ.
30 липня 2020 року — вручила вірчі грамоти Президенту України Володимиру Зеленському.